# Teoria de campos na rede
Em física, a teoria de campos na rede é o estudo de modelos na rede da teoria quântica de campos, isto é, sobre um espaço-tempo discretizado através de uma rede. 

## Detalhes
Embora a maioria das teorias de campos na rede não sejam exatamente solúveis, elas são de tremenda utilidade porque podem ser estudadas por simulações em computadores. Espera-se que, através de simulações em redes com volumes físicos cada vez maiores, tornando, simultaneamente, o espaçamento de rede cada vez menor, sejamos capazes de recuperar o comportamento do contínuo.
Assim como em todos os modelos na rede, simulações numéricas dão acesso a configurações de campo que não são acessíveis à teoria de perturbações, tais como sólitons. Igualmente, estados de vácuo não triviais podem ser descobertos e comprovados.
O método é particularmente atrativo para a quantização de uma teoria de gauge. A maioria dos métodos de quantização mantém a invariância de Poincaré manifesta mas sacrificam a simetria de gauge ao requerer um processo de fixação do mesmo. Somente após a renormalização que a invariância de gauge pode ser recuperada. A teoria na rede difere destes métodos pelo fato de manter explicitamente a invariância de gauge, mas sacrifica a invariância de Poincaré - recuperada após a renormalização (equivalente ao limite do contínuo). Os artigos sobre teorias de gauge na rede e cromodinâmica quântica na rede exploram estas questões em maiores detalhes.